# Tulutxí
Tulutxí (en rus: Тулучи) és un poble del krai de Khabàrovsk, a Rússia, que el 2012 tenia 664 habitants. Pertany al districte rural de Vàninski.